# 主菜
主菜（英語：main course），是指一個包含多項餐點的套餐中，最具特色的、或是最主要的餐點。主菜通常會緊接著副菜後面送上。而在美國以及部份的加拿大地區，主菜這個單字，通常會被entrée這個字所取代。

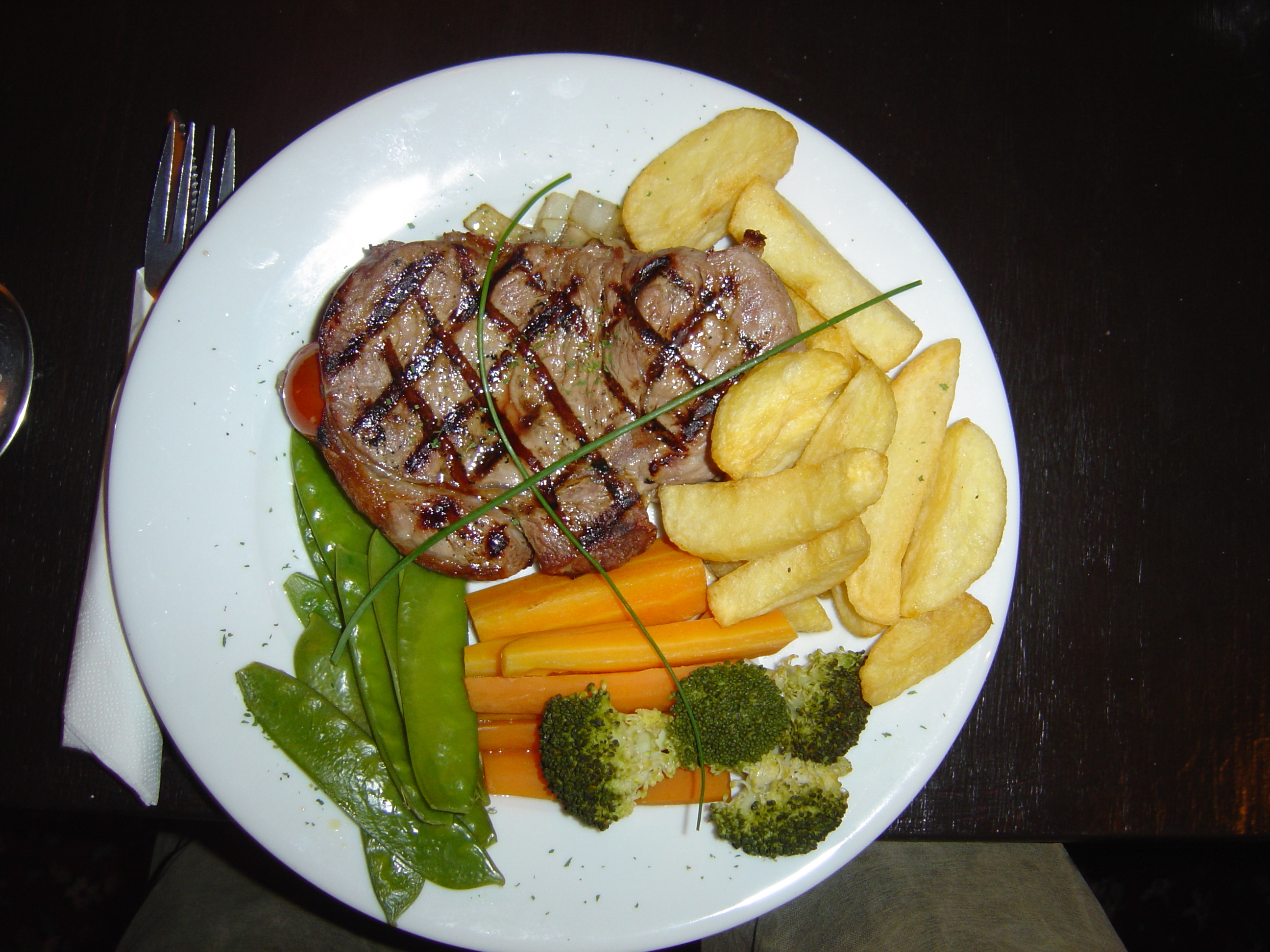
一道沙朗牛排，它可以成為一道套餐中的主菜。

主菜通常在菜單中，是最為有份量的、最豐盛的、最多變化的、最有飽足感的一道菜。主菜的主要成分，通常會是一些肉類食物、食用魚、或是其他以蛋白質為主的食物。主菜的出餐順序，通常會在前菜、沙拉、和湯之後，以及甜品之前。總和上述的幾個原因，主菜因此也常常被人稱呼為葷菜（meat course）。
在一個正式的晚餐場合中，一個精心準備的主菜，能夠帶給賓客一些因享用美食所隨之而來的巔峰和高潮。而在一些特殊配置及設計之中，出菜的順序是被設計作為準備和漸漸帶領出主菜的手法，而這類的手法，能夠使主菜更加地被賓客所期待。如果這樣的設計是成功的，則這樣遞進的出菜方式，會帶給用餐者一個更加滿意、更加歡愉的感受。在主菜之後的餐點，通常會設計一些能夠緩和因為主菜而受到大量刺激的上顎以及胃部，達到類似抑制劑的一個效果，以作為一個套餐的結局。

## 來源
1. 1 2  問版主問答網站. . 問版主問答網站. 2009年10月27日  [2017年7月31日]. （原始内容存档于2020年2月3日）.
2. 1 2 3  林宜蓁、施承旻、劉欣瑜.  (PDF). 國立基隆高級商工職業學校.   [2017年8月2日]. （原始内容 (PDF)存档于2018年10月24日）.
3. 1 2 3  Dolce Vita 品味生活－Facebook. . Dolce Vita 品味生活－Facebook. 2013年11月29日  [2017年7月31日]. （原始内容存档于2020年2月3日）.
4. 1 2 3  桃園旅館從業人員教育訓練網站.  (PDF). 桃園旅館從業人員教育訓練網站.   [2017年7月31日]. （原始内容 (PDF)存档于2017年7月31日）.
5. 1 2 3  JIBAO. . JIBAO.   [2017年8月2日]. （原始内容存档于2022年3月7日）.
6. ↑  Y&M Club Ltd. . 加拿大移民俱樂部. 1999–2001  [2017年7月31日]. （原始内容存档于2017年7月31日）.

- Vergé, Roger（羅傑·韋爾奇）. . 魏登菲爾德和尼科爾森 （Weidenfeld & Nicolson）. 1996年  [2017年7月31日]. ISBN 0-297-83638-2.